# Mononyme
Un mononyme est un anthroponyme formé d'un seul terme. 
Dans le cas où cette forme est choisie par la personne même qu'elle désigne, ce peut être soit un pseudonyme, comme c'est le cas pour Molière, Voltaire ou Stendhal, soit un nom de convenance, comme pour Colette, soit le vrai prénom utilisé seul, par exemple pour Madonna, Camille, ou encore Renaud. 
Il peut d'autre part s'agir de la forme officielle du nom d’une personne native d’un pays où le mononyme est possible à l’état civil à son époque, comme pour le géographe français Singaravelou, originaire de Pondichéry.
Certaines personnalités particulièrement marquantes sont familièrement désignées par un mononyme par le grand public. Ainsi, en France, le simple prénom « Johnny » évoque Johnny Hallyday. Il en va de même, entre autres nombreux exemples, pour les prénoms « Marilyn » et « Elvis », qui font référence sans équivoque à l'actrice Marilyn Monroe et au chanteur Elvis Presley. C'est aussi le cas de grandes figures historiques, pour lesquelles l'usage culturel a fini par imposer une simple version mononyme de leur nom (Hitler, Gandhi...), simplification qui a pu dans certains cas substituer définitivement un sobriquet coutumier au nom officiel (Tintoretto pour Jacopo Comin).
Les mononymes ont été particulièrement à la mode à la fin du XIXe siècle et au début du XXe siècle en France dans le domaine du spectacle. Cette mode est à l'origine de divers noms de scène d'acteurs comme Mistinguett, Musidora, Fernandel, Bourvil, Arletty, Carette, Andrex, Annabella, Sylvie, Titys, Josyane, Florelle ou d'autres artistes comme Colette, Dranem, Fréhel, Ouvrard, Mayo, etc.

## Exemples de mononymes célèbres
|        |
| Homère |

|          |
| Hérodote |

|             |
| Aristophane |

|           |
| Cléopâtre |

|         |
| Auguste |

|        |
| Trajan |

|           |
| Maïmonide |

|      |
| Rûmî |

|           |
| Paracelse |

|             |
| Michel-Ange |

|           |
| Le Titien |

|             |
| Le Tintoret |

|         |
| Nō-hime |

|          |
| El Greco |

|           |
| Rembrandt |

|         |
| Molière |

|          |
| Voltaire |

|            |
| Kamehameha |

|         |
| Novalis |

|          |
| Stendhal |

|       |
| Chaka |

|           |
| Multatuli |

|       |
| Nadar |

|               |
| Liliʻuokalani |

|      |
| Saki |

|         |
| Colette |

|         |
| Periyar |

|         |
| Witkacy |

|          |
| Soekarno |

|         |
| U Thant |

|            |
| Cantinflas |

|         |
| Bourvil |

|        |
| Dolphy |

|        |
| Adonis |

|                |
| Christo (à g.) |

|      |
| Pelé |

|       |
| Charo |

|      |
| Lula |

|      |
| Cher |

|      |
| Lulu |

|       |
| Sting |

|        |
| Prince |

|         |
| Madonna |

|      |
| Bono |

|       |
| Björk |

|        |
| Fergie |

|        |
| Brandy |

|       |
| Usher |

|         |
| Beyoncé |

|         |
| Rihanna |

|       |
| Adele |

|      |
| Iman |

|        |
| Eminem |

|      |
| Beck |

|         |
| Zendaya |

|        |
| Agoney |